# Јам (Караш-Северин)
Јам (рум. Iam) насеље је у Румунији у округу Караш-Северин у општини Берлиште. Oпштина се налази на надморској висини од 86 m.

## Прошлост
Аустријски царски ревизор Ерлер је 1774. године констатовао да место "Јам" припада Јасеновачком округу, Новопаланачког дистрикта. Село има подуправни подуред а становништво је било претежно влашко.
Тек 1924. године место је по споразуму између две државе, припало Краљевини Румунији.

## Становништво
Према подацима из 2002. године у насељу је живело 444 становника.

### Попис2002.
| Расподела становништва по националности 2002.‍ | Расподела становништва по националности 2002.‍ | Расподела становништва по националности 2002.‍ | Расподела становништва по националности 2002.‍ | Расподела становништва по националности 2002.‍ |
| --------------------------------------------- | --------------------------------------------- | --------------------------------------------- | --------------------------------------------- | --------------------------------------------- |
|                                               |                                               |                                               |                                               |                                               |
| Румуни                                        | Румуни                                        |                                               | 346                                           | 77,9%                                         |
| Роми                                          | Роми                                          |                                               | 98                                            | 22,1%                                         |